# Ministero delle finanze (Israele)
Il Ministero delle finanze (in ebraico מִשְׂרַד הָאוֹצָר‎?, Misrad HaOtzar) è un dicastero del governo israeliano responsabile per la politica economica, finanziaria e fiscale di Israele.
Il Ministro delle finanze è Bezalel Smotrich, in carica dal 29 dicembre 2022 nel sesto governo Netanyahu.

## Elenco dei ministri
| Ministro          | Ministro                        | Partito                                                                   | Governo                      | Mandato           | Mandato           |
| Ministro          | Ministro                        | Partito                                                                   | Governo                      | Inizio            | Fine              |
| ----------------- | ------------------------------- | ------------------------------------------------------------------------- | ---------------------------- | ----------------- | ----------------- |
|                   | Eliezer Kaplan (1891-1952)      | Mapai                                                                     | Provvisorio                  | 14 maggio 1948    | 10 marzo 1949     |
| Gurion I          | Eliezer Kaplan (1891-1952)      | Mapai                                                                     | 10 marzo 1949                | 30 ottobre 1950   |                   |
| Gurion II         | Eliezer Kaplan (1891-1952)      | Mapai                                                                     | 1º novembre 1950             | 8 ottobre 1951    |                   |
| Gurion III        | Eliezer Kaplan (1891-1952)      | Mapai                                                                     | 8 ottobre 1951               | 25 giugno 1952    |                   |
| Gurion III        |                                 | Levi Eshkol (1895-1969)                                                   | Mapai                        | 25 giugno 1952    | 24 dicembre 1952  |
| Gurion IV         | 24 dicembre 1952                | Levi Eshkol (1895-1969)                                                   | Mapai                        | 26 gennaio 1954   |                   |
| Sharett I         | 26 gennaio 1954                 | Levi Eshkol (1895-1969)                                                   | Mapai                        | 29 giugno 1955    |                   |
| Sharett II        | 29 giugno 1955                  | Levi Eshkol (1895-1969)                                                   | Mapai                        | 3 novembre 1955   |                   |
| Gurion V          | 3 novembre 1955                 | Levi Eshkol (1895-1969)                                                   | Mapai                        | 7 gennaio 1958    |                   |
| Gurion VI         | 7 gennaio 1958                  | Levi Eshkol (1895-1969)                                                   | Mapai                        | 17 dicembre 1959  |                   |
| Gurion VII        | 17 dicembre 1959                | Levi Eshkol (1895-1969)                                                   | Mapai                        | 2 novembre 1961   |                   |
| Gurion VIII       | 2 novembre 1961                 | Levi Eshkol (1895-1969)                                                   | Mapai                        | 26 giugno 1963    |                   |
|                   | Pinchas Sapir (1906-1975)       | Mapai                                                                     | Eshkol I                     | 26 giugno 1963    | 22 dicembre 1964  |
| Eshkol II         | Pinchas Sapir (1906-1975)       | Mapai                                                                     | 22 dicembre 1964             | 12 gennaio 1966   |                   |
| Eshkol III        | Pinchas Sapir (1906-1975)       | Mapai                                                                     | 12 gennaio 1966              | 5 agosto 1968     |                   |
| Eshkol III        |                                 | Ze'ev Sherf (1904-1984)                                                   | Partito Laburista Israeliano | 5 agosto 1968     | 17 marzo 1969     |
| Meir I            | 17 marzo 1969                   | Ze'ev Sherf (1904-1984)                                                   | Partito Laburista Israeliano | 15 dicembre 1969  |                   |
|                   | Pinchas Sapir (1906-1975)       | Partito Laburista Israeliano                                              | Meir II                      | 15 dicembre 1969  | 6 agosto 1970     |
| 1º settembre 1970 | Pinchas Sapir (1906-1975)       | Partito Laburista Israeliano                                              | Meir II                      | 10 marzo 1974     |                   |
| Meir III          | Pinchas Sapir (1906-1975)       | Partito Laburista Israeliano                                              | 10 marzo 1974                | 3 giugno 1974     |                   |
|                   | Yehoshua Rabinovitz (1911-1979) | Allineamento                                                              | Rabin I                      | 3 giugno 1974     | 20 giugno 1977    |
|                   | Simha Erlich (1915-1983)        | Likud                                                                     | Begin I                      | 20 giugno 1977    | 7 novembre 1979   |
|                   | Yigal Hurvitz (1918-1994)       | Likud                                                                     | Begin I                      | 7 novembre 1979   | 13 gennaio 1981   |
|                   | Yoram Aridor (1933)             | Likud                                                                     | Begin I                      | 21 gennaio 1981   | 5 agosto 1981     |
| Begin II          | Yoram Aridor (1933)             | Likud                                                                     | 5 agosto 1981                | 28 agosto 1983    |                   |
| Shamir I          | Yoram Aridor (1933)             | Likud                                                                     | 10 ottobre 1983              | 15 ottobre 1983   |                   |
| Shamir I          |                                 | Yigal Cohen-Orgad (1937-2019)                                             | Likud                        | 15 ottobre 1983   | 13 settembre 1984 |
|                   | Yitzhak Moda'i (1926-1998)      | Likud                                                                     | Peres I                      | 13 settembre 1984 | 16 aprile 1986    |
|                   | Moshe Nissim (1935)             | Likud                                                                     | Peres I                      | 16 aprile 1986    | 20 ottobre 1986   |
| Shamir II         | Moshe Nissim (1935)             | Likud                                                                     | 20 ottobre 1986              | 22 dicembre 1988  |                   |
|                   | Shimon Peres (1923-2016)        | Partito Laburista Israeliano                                              | Shamir III                   | 22 dicembre 1988  | 15 marzo 1990     |
|                   | Yitzhak Shamir (1915-2012)      | Likud                                                                     | Shamir III                   | 15 marzo 1990     | 11 giugno 1990    |
|                   | Yitzhak Moda'i (1926-1998)      | Nuovo Partito Liberale                                                    | Shamir IV                    | 11 giugno 1990    | 13 luglio 1992    |
|                   | Avraham Shochat (1936-2024)     | Partito Laburista Israeliano                                              | Rabin II                     | 13 luglio 1992    | 22 novembre 1995  |
| Peres II          | Avraham Shochat (1936-2024)     | Partito Laburista Israeliano                                              | 22 novembre 1995             | 18 giugno 1996    |                   |
|                   | Dan Meridor (1947)              | Likud                                                                     | Netanyahu I                  | 18 giugno 1996    | 20 giugno 1977    |
|                   | Benjamin Netanyahu (1949)       | Likud                                                                     | Netanyahu I                  | 20 giugno 1997    | 9 luglio 1997     |
|                   | Yaakov Neeman (1939-2017)       | Likud                                                                     | Netanyahu I                  | 9 luglio 1997     | 18 dicembre 1998  |
|                   | Benjamin Netanyahu (1949)       | Likud                                                                     | Netanyahu I                  | 18 dicembre 1998  | 23 febbraio 1999  |
|                   | Meir Sheetrit (1948)            | Likud                                                                     | Netanyahu I                  | 23 febbraio 1999  | 6 luglio 1999     |
|                   | Avraham Shochat (1936-2024)     | Un Israele                                                                | Barak                        | 6 luglio 1999     | 7 marzo 2001      |
|                   | Silvan Shalom (1958)            | Likud                                                                     | Sharon I                     | 7 marzo 2001      | 28 febbraio 2003  |
|                   | Benjamin Netanyahu (1949)       | Likud                                                                     | Sharon II                    | 28 febbraio 2003  | 9 agosto 2005     |
|                   | Ehud Olmert (1945)              | Likud Kadima                                                              | Sharon II                    | 7 novembre 2005   | 4 maggio 2006     |
|                   | Avraham Hirschson (1941-2022)   | Kadima                                                                    | Olmert                       | 4 maggio 2006     | 22 aprile 2007    |
|                   | Ehud Olmert (1945)              | Kadima                                                                    | Olmert                       | 22 aprile 2007    | 4 luglio 2007     |
|                   | Roni Bar-On (1948)              | Kadima                                                                    | Olmert                       | 4 luglio 2007     | 31 marzo 2009     |
|                   | Yuval Steinitz (1958)           | Likud                                                                     | Netanyahu II                 | 31 marzo 2009     | 18 marzo 2013     |
|                   | Yair Lapid (1963)               | Yesh Atid                                                                 | Netanyahu III                | 18 marzo 2013     | 2 dicembre 2014   |
|                   | Benjamin Netanyahu (1949)       | Likud                                                                     | Netanyahu III                | 2 dicembre 2014   | 14 maggio 2015    |
|                   | Moshe Kahlon (1960)             | Kulanu Likud                                                              | Netanyahu IV                 | 14 maggio 2015    | 17 maggio 2020    |
|                   | Israel Katz (1955)              | Likud                                                                     | Netanyahu V                  | 17 maggio 2020    | 13 giugno 2021    |
|                   | Avigdor Lieberman (1958)        | Israel Beitenu                                                            | Bennett-Lapid                | 13 giugno 2021    | 29 dicembre 2022  |
|                   | Bezalel Smotrich (1980)         | Partito Sionista Religioso Partito Nazionale Religioso-Sionismo Religioso | Netanyahu VI                 | 29 dicembre 2022  | in carica         |